# Mauro Boselli
Mauro Boselli (ur. 22 maja 1985 w Buenos Aires) – argentyński piłkarz z obywatelstwem meksykańskim (od grudnia 2015) pochodzenia włoskiego występujący na pozycji napastnika.

## Kariera klubowa
Boselli karierę piłkarską rozpoczynał w zespole Boca Juniors, gdzie grał od 2002 do 2008 roku (z wyjątkiem sezonu 2005/2006, kiedy to występował w rezerwach Málagi). Następnie trafił do Estudiantes. W zespole tym rozegrał 81 spotkań i zdobył 44 gole (w tym 56 meczów i 32 bramki w lidze). Z 13 bramkami na koncie został najlepszym strzelcem Clausury sezonu 2009/2010.
29 czerwca 2010 podpisał czteroletni kontrakt z Wigan Athletic. Kwoty transferu nie ujawniono.
W czerwcu 2013 za sumę niecałych czterech milionów dolarów przeszedł do meksykańskiego Club León.

## Kariera reprezentacyjna
30 września 2009 roku Boselli zadebiutował w reprezentacji Argentyny w meczu z Ghaną. Rozegrał w niej cztery spotkania. Wcześniej występował w zespole do lat 20.